# 迈门辛县
迈门辛（Mymensingh District）（孟加拉语：ময়মনসিংহ）为孟加拉国迈门辛专区辖县，地处孟加拉国东北部。县境北东与内德罗戈纳县接壤，南与吉绍尔甘杰、加济布尔县毗邻，西与坦盖尔、谢尔布尔县为界，北与印度梅加拉亚邦相连。全县年平均降雨量2,174毫米，平均气温12°C（最低）至33.3°C（最高）。县域总面积4,363.48公里²，总人口40.78 万人（2012）。全县共分置12乡（Upazila），8个自治市；行政机构驻迈门辛镇。